# Glossar zur geologischen Gliederung des Harzes
Dies ist ein Glossar zur geologischen Gliederung des Harzes.

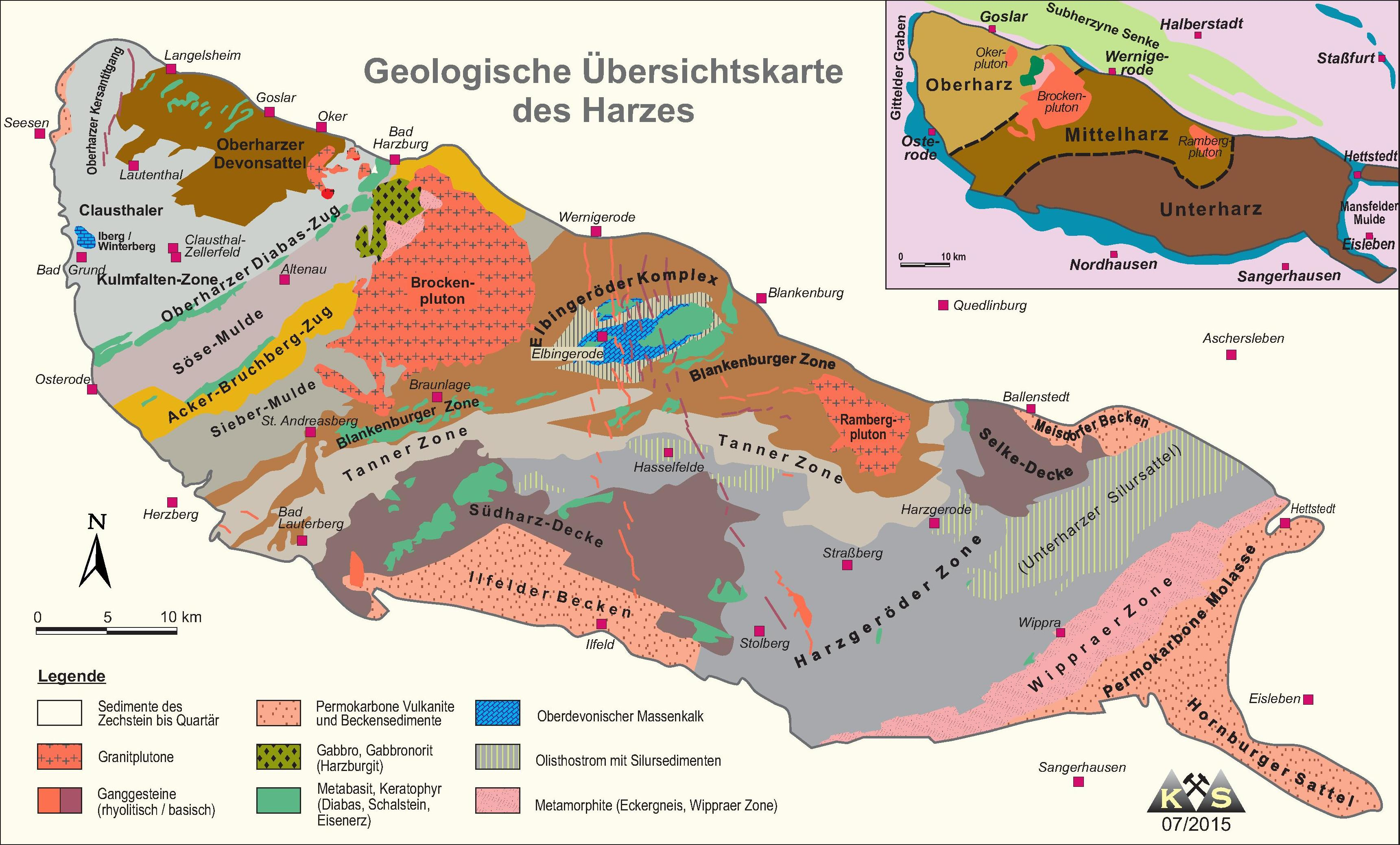
Geologische Übersichtskarte des Harzes (K. Stedingk, Landesamt für Geologie und Bergwesen Sachsen-Anhalt)

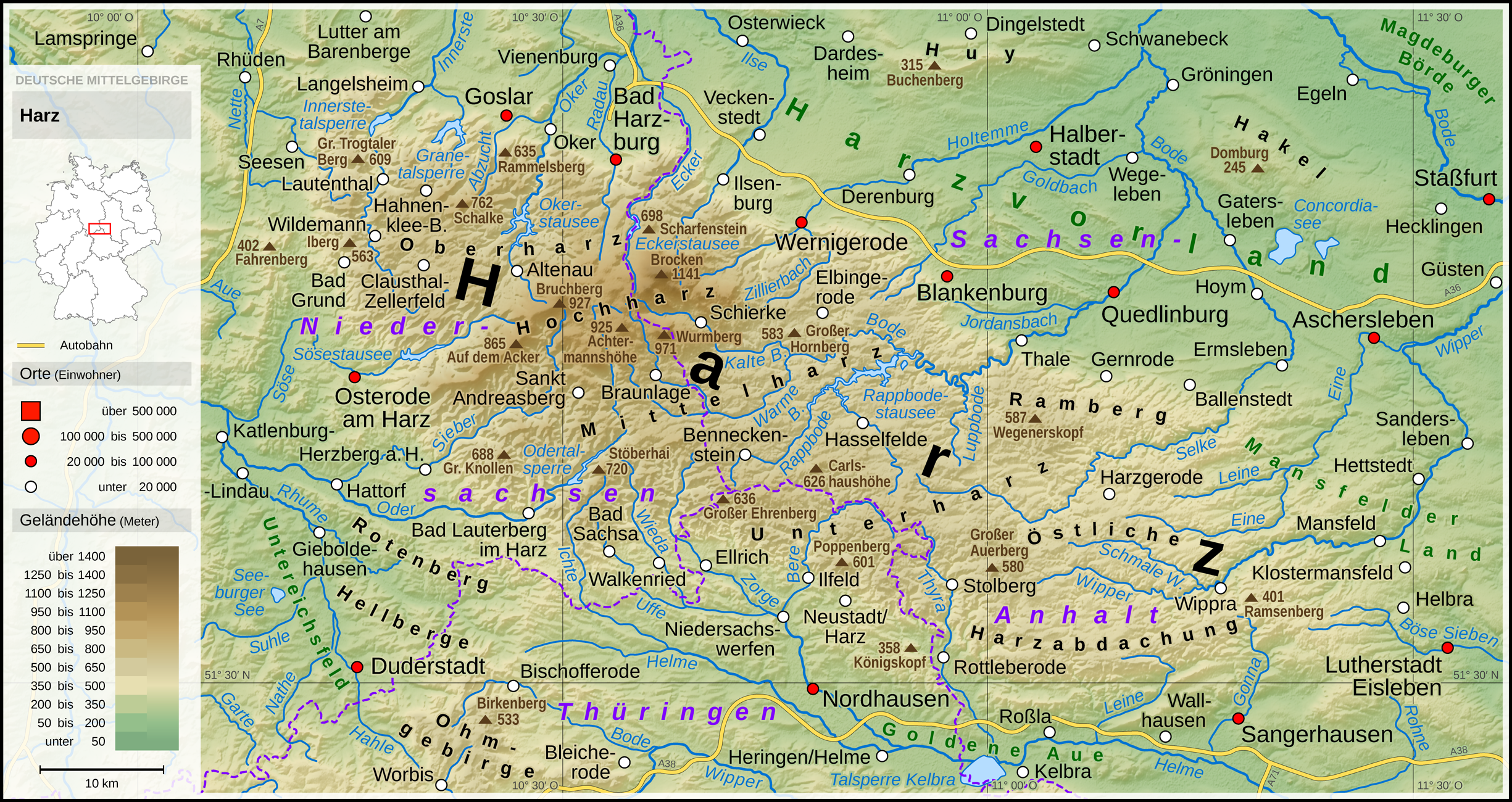
Topographische Karte des Harzes

## Kurzeinführung
Der Harz, ein norddeutsches Mittelgebirge aus variszisch verfaltetem und verschiefertem Paläozoikum, wird grob in drei geologische Großeinheiten gegliedert: Oberharz, Mittelharz und Unterharz (zur naturräumlichen Gliederung siehe den Artikel Harz). Auf die geologischen Abläufe kann hier nicht näher eingegangen werden, diese sind äußerst komplex und umfangreich.
Das folgende Glossar erhebt keinen Anspruch auf Aktualität oder Vollständigkeit:

## Glossar
- Acker-Bruchberg-Zug (siehe auch Auf dem Acker, Bruchberg), Oberharz (unterkarbonischer sog. „Kammquarzit“, Kieselschiefer, Rot- und Plattenschiefer, Grauwacken)
- Blankenburger Zone (siehe auch Blankenburg), Mittelharz
- Brockenpluton (Tiefengestein) (mit der Harzburger Gabbrointrusion und der Eckergneis-Scholle)
- Clausthaler Kulmfaltenzone (siehe auch Clausthal), Oberharz (kulmische Kiesel- und Tonschiefer, Grauwacken u. a.)
- Eckergneis (siehe auch Ecker), Oberharz
- Elbingeröder Komplex (siehe auch Elbingerode), Mittelharz (Schalsteinfolge des Givetiums - bis zu 500 m Mächtigkeit, darüber lagern Massenkalke der Stringocephalenstufe und des Oberdevons)
- Gabbro, Oberharz
- Gabbronorit (Harzburgit)
- Ganggesteine (rhyolithisch / basisch)
- Granite (siehe auch Brocken und Ramberg u. a.)
- Granitplutone (siehe Pluton)
- Harzgeröder Faltenzone (siehe auch Harzgerode), Unterharz
- Hornburger Sattel (siehe auch Hornburg, Mansfelder Land), südöstlicher Ausläufer des Unterharzes
- Iberg, Oberharz (mittel- bis oberdevonisches Korallenriff)
- Iberg-Winterberg-Riffkomplex, Bad Grund
- Ilfelder Becken (siehe auch Ilfeld) (Rotliegendbecken, zwischen Bad Sachsa und Neustadt)
- Karbonatkomplexe (siehe Elbingeröder Komplex und Ibergkomplex)
- Kulmfaltenzone, siehe Clausthaler Kulmfaltenzone
- Lonauer Sattel (siehe auch Lonau), Oberharz
- magmatische Intrusivkomplexe (Brocken-, Ramberg- und Oker-Granit bzw. Harzburger Gabbro)
- Meisdorfer Becken (siehe auch Meisdorf) (Rotliegendbecken, am nördlichsten Harzrand)
- Metabasit, Keratophyr (Diabas, Schalstein, Eisenerz)
- Metamorphite (Eckergneis, Wippraer Zone)
- Mittelharz (siehe Siebermulde, Mittelharzer (Blankenburger) Faltenzone, Elbingeröder Komplex, Tanner Grauwackenzug)
- Mittelharzer (Blankenburger) Faltenzone, Mittelharz (stratigraphische Folgen von Silur bis Unterkarbon)
- Oberdevonischer Massenkalk
- Oberharz (siehe Oberharzer Devonsattel, Iberg, Clausthaler Kulmfaltenzone, Sösemulde, Acker-Bruchberg-Zug)
- Oberharzer Devonsattel, Oberharz (unterdevonischer Kahleberg-Sandstein, mittel- bis oberdevonischer Tonschiefer, Kalkknollenschiefer und Kalkbänke, vor allem Diabase und Tuffe)
- Oberharzer Diabaszug, Oberharz
- Oberharzer Kersantitgang
- Okergranit (Tiefengestein) (NW-Teil des Brockenplutons)
- Olisthostrom mit Silursedimenten
- Ostharzer Rotliegendes (Rotliegendbecken, im Südosten des Harzes)
- Ostharz-Decke, Unterharz
- Permokarbone Molasse
- Permokarbone Vulkanite und Beckensedimente
- Ramberg-Pluton (Tiefengestein)
- Rotliegend-Becken (siehe Südharzmulde, Selkemulde)
- eingesenkte große Rotliegendbecken (siehe Ilfelder Becken, Meisdorfer Becken, Ostharzer Rotliegendes, Westharzer Rotliegendes)
- Sedimente des Zechstein bis Quartär
- Selkemulde (Gleitdecke), Unterharz (Gegenstück zur Südharzmulde, stratigraphisch gleich aufgebaut)
- Siebermulde (siehe auch Sieber), Mittelharz (kulmische Grauwacken, Tonschiefer, Kiesel- und Wetzschiefer)
- Sösemulde (siehe auch Söse), Oberharz (kulmische Kieselschiefer, Tonschiefer, Grauwacken)
- Südharz-Decke
- Südharzmulde (Gleitdecke), Unterharz (Sedimentation beginnt im Eifelium/Givetium und endet mit Ablagerung von oberdevonischer Südharzgrauwacke)
- Tanner Zone (siehe auch Tanne (Harz))
- Tanner Grauwackenzug, Mittelharz (bis 500 m mächtige Grauwacken sowie oberdevonische Rot- und Wetzschiefer, Kieselschiefer, Flinzkalke)
- Tiefengestein (siehe Brockenpluton, Ramberg-Pluton, Okergranit)
- Unterharz (siehe Südharzmulde, Selkemulde, Unterharzer (Harzgeröder) Faltenzone (auch Harzgeröder Zone genannt), Wippraer Zone)
- Unterharzer (Harzgeröder) Faltenzone, Unterharz (auch Harzgeröder Zone genannt) (Schichtenfolge vom Silur bis Kulm)
- Unterharzer Silursattel (mit dem Wippraer Sattel als Südflügel)
- Vulkanite, bei Ilfeld („Ilfelder Porphyrit“ bzw. „Ilfelder Melaphyr“)
- Westharzer Rotliegendes (Rotliegendbecken, bei Seesen - Neuekrug)
- Winterberg (siehe Iberg-Winterberg-Massiv), Bad Grund
- Wippraer Zone (siehe auch Wippra), Unterharz (metamorphe Serien beginnend mit dem Ordovizium und endend wahrscheinlich im Oberdevon)